# Ковальчук Всеволод Львович
Ковальчук Всеволод Львович (18 березня 1909, Одеса — 31 липня 1976, Одеса) — радянський і український кінооператор. Лауреат Сталінської премії другого ступеня (1941) за кінокартину «На Дунаї» (1940).

## З життєпису
Народився в Одесі в родині вчителя. Закінчив операторський факультет Одеського державного технікуму кінематографії (1929). Працював на Одеській кінофабриці (1930), на Київській (1931—1934) і Горьківській (1934—1939) студіях кінохроніки, оператором Української студії кінохроніки (1939—1944), начальником Одеського кореспондентського пункту.
Зняв кінокартини: «Обійдемося без них», «Штучні пасовиська», «Ленінським шляхом», «Колгоспні таланти», «На Дунаї», «На рідній землі», «Здрастуй, Батьківщино!», «На морських рубежах», «Оповідання про одну сім'ю», «Морський вітер», «До побачення, кораблі» та ін., понад 1000 сюжетів для кіножурналів «Радянська Україна» й «Новини дня».
Був членом Спілки кінематографістів України.